# Ilona Svobodová
Ilona Svobodová (* 20. června 1960 Kladno) je česká herečka a dabérka, vdova po hudebním skladateli Petru Skoumalovi. Od roku 1978 hrála často v televizních filmech a inscenacích, nyní (2019) hraje Jitku Farskou v seriálu Ulice. Dabovala mnoho filmů, jako např. Číslo 5 žije nebo Nekonečný příběh 2. Často dabuje americké herečky Michelle Pfeifferovou nebo Demi Moore. Za svůj dabing si také vysloužila nominaci na diváckou cenu TýTý.

## Životopis
Jako studentka Státní konzervatoře v Praze byla Ilona Svobodová již na přelomu 70. a 80. let pověřena velkým hereckým úkolem ve Vláčilově filmu Hadí jed (1981), kde hrála po boku Josefa Vinkláře. Následovalo několik menších rolí ve filmu i televizi, další výraznou příležitost jí přinesla role Boženy v historickém filmu Oldřich a Božena (1984). Mezitím v roce 1983 dokončila konzervatoř a nastoupila do angažmá v Realistickém divadle Zdeňka Nejedlého, kde již předtím hostovala. Pod vedením významných režisérů se na této scéně vypracovala v osobitou charakterní herečku a své umění prezentovala v představeních Aucassin a Nicoletta, Hoře z rozumu nebo Merlin.
Ilona Svobodová dostala v počátcích své herecké kariéry několik zajímavých příležitostí ve filmu, později se výrazným způsobem prosadila v divadle, širší veřejnosti je dnes známá především z dabingu a televize. Narodila se v Kladně, oba její rodiče měli vysokoškolské vzdělání (otec inženýr, matka lékařka). Svým širokým spektrem zájmů směřovala Ilona Svobodová prakticky již od dětství k umělecké dráze – hrála na klavír, zpívala, tančila, navštěvovala dramatický kroužek, věnovala se i gymnastice. Po základní škole původně směřovala na gymnázium, tam se ale nedostala a začala studovat hudebně-dramatický obor na pražské Státní konzervatoři.
V průběhu 80. let dvacátého století začala Svobodová častěji účinkovat v televizi, početně významnou položku v její práci tvoří televizní pohádky, z jejích dalších aktivit ve filmu lze připomenout poměrně velkou roli v dnes již zapomenutém válečném filmu Piloti (1988). Realistické divadlo se počátkem devadesátých let změnilo na scénu Labyrint, nedlouho poté ale odsud Ilona Svobodová odešla a od roku 1996 je členkou hereckého souboru Divadla v Dlouhé, kde na své konto nastřádala již řadu velkých divadelních rolí (Lazebník sevillský, Konec masopustu, Garderobiér), kromě toho hostuje také na dalších pražských scénách, například v Hrušínského Divadle Na Jezerce (Kaviár nebo čočka).
S nenadálým přísunem zahraničních filmů a seriálů po roce 1989 rozšířila Ilona Svobodová své aktivity o dabing, v němž se v průběhu let stala jednou z nejvytíženějších osobností. Poprvé jsme ji mohli slyšet jako Andromedu v dabingu pořízeném v roce 1987 k filmu Souboj titánů (1981), v devadesátých letech pak začala dabovat v hojné míře pro Českou televizi i soukromé stanice a její hlas zazněl z desítek filmů a seriálů (z těch známějších připomeňme dobově populární Melrose Place, z poslední doby pak Zoufalé manželky). Z hereček, jimž častěji propůjčuje svůj hlas, si zmínku zaslouží především Michelle Pfeifferová, kterou dabovala již v řadě filmů. Hlasem Ilony Svobodové k divákům televizních obrazovek promlouvaly ale i Demi Mooreová, Melanie Griffithová nebo Sharon Stoneová. Práce v dabingu vynesla Iloně Svobodové také nominaci na cenu Týtý.
Zatímco ve filmu se od počátku 90. let objevuje jen zřídka, nadále často spolupracuje s televizí, například v inscenacích a seriálech České televize. Výrazným způsobem se veřejnosti již několik let připomíná velkou rolí Jitky Farské v seriálu Ulice (od roku 2005) na televizi Nova.
Také dabovala postavu z detektivní hry Assassin's Creed, která se jmenovala Lucy Stillman.

## Rodina
Ilona Svobodová byla dvakrát vdaná. Jejím prvním manželem byl herec Gustav Bubník (*1962), s ním má dceru Adélu. S druhým manželem, hudebním skladatelem Petrem Skoumalem, má syna Filipa.